# David Shannon Morse
David Shannon Morse (ur. 15 kwietnia 1943, zm. 2 listopada 2007) – obok Jaya Minera założyciel firmy Hi Toro, którą później przemianowano na Amiga. Pierwszy prototyp komputera, w którego konstrukcję był zaangażowany, otrzymał nazwę Lorraine (od imienia jego żony). W latach 80. był również menadżerem produktu w programistycznej firmie Epyx.